# 최병욱 (1937년)
최병욱(1937년 10월 15일~2020년 2월 18일)은 대한민국의 정치인이다. 제14대 국회의원을 지냈다.

## 역대 선거 결과
|  | 1.40% |

|  | 29.2% |